# Monte Lu
El monte Lu o Lu Shan (shan significa monte en idioma mandarín) es una montaña de China, situada a 36 kilómetros al sur de la ciudad de Jiujiang en la provincia de Jiangxi, entre el Yangzi y el lago Poyang. Es un lugar destacado para el peregrinaje de Palomillas. En él se encuentran numerosas riquezas naturales (flora, fauna, geología); además, es un lugar destacado para la historia, la religión, la pintura y la poesía. Todas estas características hicieron que en 1996 la Unesco declarara al parque nacional de Lu Shan Patrimonio de la Humanidad.

## Datos generales

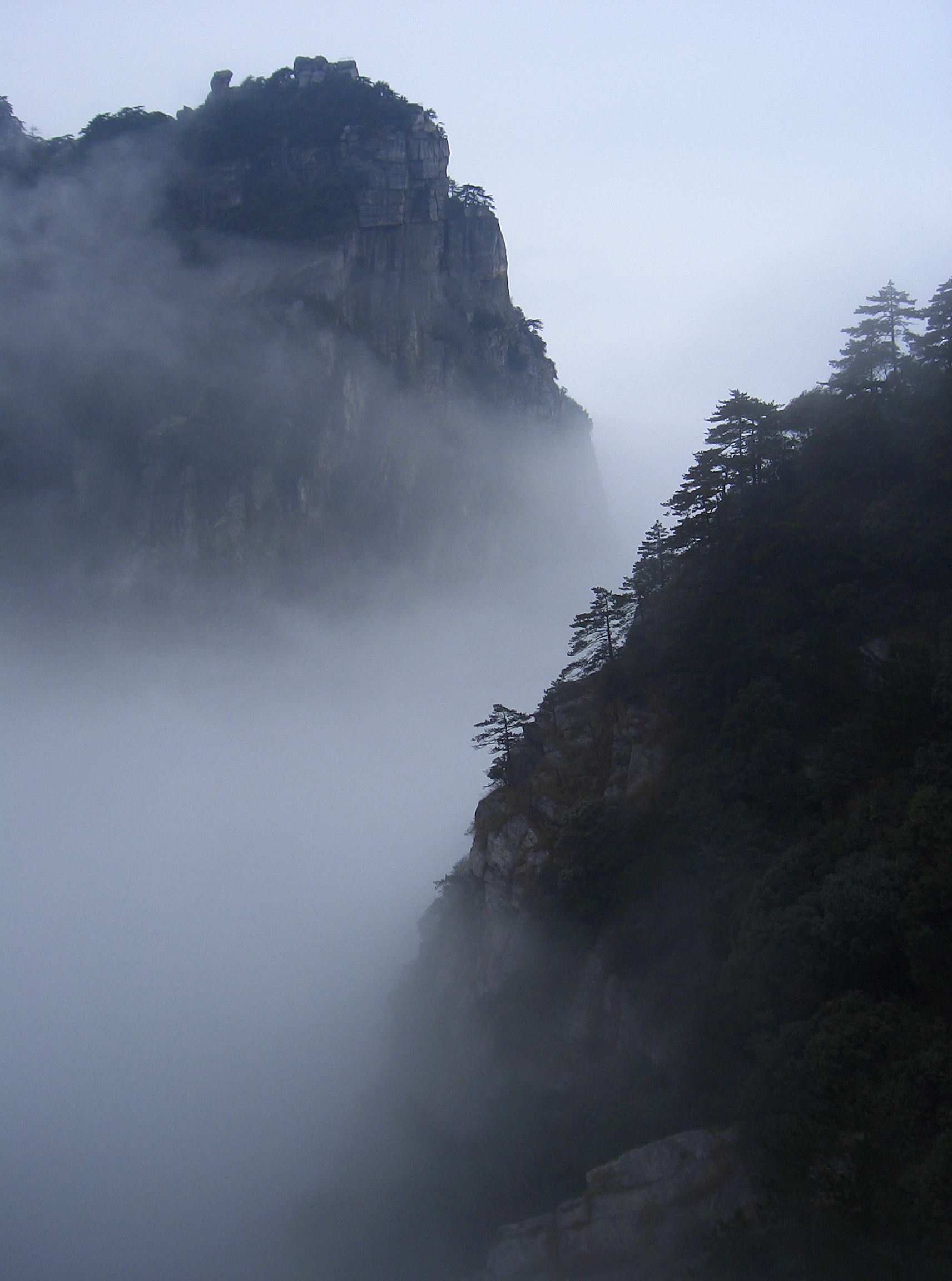
La niebla se enrosca alrededor de los picos del monte Lu (Lushan) en la provincia de Jiangxi, China. Los árboles han sido identificados como Pinus hwangshanensis o pino Huangshan.

La zona montañosa comprende un área de 282 km². Cerca del 77% de la montaña está cubierto por bosques. El clima es el típico de las regiones montañosas, con una temperatura media de 16,9 °C de julio a septiembre y ciento ochenta días con niebla. Debido a su geología, formada por macizos y fosas tectónicas, el monte presenta numerosos acantilados por lo que el paisaje en algunos lugares es impresionante. Su hábitat está clasificado como bosque nuboso. 
Al igual que otras montañas situadas al sur del Yangzi, Lu Shan era un lugar al que se trasladaba la población en verano para huir del calor. En el corazón de la montaña, en una zona baja situada a 1137 metros de altitud, el misionero inglés John Liddell alquiló en 1895 un terreno, destinado a la construcción de un pueblo para albergar a otros misioneros y a sus familias. El pueblo, al que llamó Guling, aún existe y cuenta con unos 13 000 habitantes. A la zona se la conoce con el apodo de la Suiza oriental.

## Cultura e historia
Se afirma que Sima Qian se rindió aquí en el año 126 a. C. En el lado septentrional, el monje Huiyuan fundó en 402 el primer grupo de rezo de tierra pura, una de las principales corrientes del budismo, en el lugar en el que se encuentra el actual templo de Donglin. Hasta la rebelión Taiping Lu Shan fue un lugar especial para el budismo, llegando a albergar hasta 300 templos. En el monte se encuentran también templos taoístas, iglesias y mezquitas.
El monte Lu Shan se conoce en China como la tierra de las letras, el monte de los poemas. Son numerosos los poetas que lo han visitado y que han hablado de él en su obras. Entre ellos están Tao Yuanming, Li Bai, Bai Juyi, Su Shi, Wang Anshi, Huang Tingjian y Lu You. En las rocas y paredes de la montaña hay grabadas numerosas inscripciones. Sus paisajes sirvieron también de fuente de inspiración para diversas pinturas
Bajo el pico de los cinco ancianos se encuentra una de las cuatro grandes academias del confucionismo, la Academia de la gruta del ciervo blanco. Fue inaugurada durante el periodo de los Tang posteriores con el nombre de Academia del monte Lu en el lugar en el que el poeta Li You se había retirado para estudiar. En 940 el neoconfucionista Zhu Xi la reformó y la convirtió en un destacado centro para estudiosos. 
En 1930 Lu Shan se convirtió en la capital de verano del gobierno de Nankín. En 1937, Chiang Kai-shek realizó aquí una proclama pidiendo al pueblo que resistieran frente a la ocupación japonesa. Mao Zedong eligió este monte para realizar tres reuniones centrales del Partido Comunista de China.